# Aletis contractimargo
Aletis contractimargo är en fjärilsart som beskrevs av Louis Beethoven Prout 1916. Aletis contractimargo ingår i släktet Aletis och familjen mätare. Inga underarter finns listade i Catalogue of Life.